# Nikos Dimitriou
Nikos Dimitriou (* 9. September 1980) ist ein zypriotischer Mountainbike- und Straßenradrennfahrer.
Nikos Dimitriou wurde 2002 und 2008 zypriotischer Meister im Straßenrennen und Dritter im Einzelzeitfahren. Auf dem Mountainbike wurde Dimitriou 2003 in Troodos zypriotischer Vizemeister im Cross Country der Eliteklasse.

## Erfolge
2002
- Zypriotischer Meister – Straßenrennen

2008
- Zypriotischer Meister – Straßenrennen